# Ether Shepley
Ether Shepley (Groton, 1789. november 2. – Portland, 1877. január 15.) az Amerikai Egyesült Államok szenátora (Maine, 1833–1836).